# Maria Volkonskaia
Prințesa Maria Nikolaevna Volkonskaia (născută Raevskaia; rusă Мария Николаевна Волконская (Раевская); n. 22 iulie/3 august 1804, Kam'eanka, gubernia Kiev⁠(d), Imperiul Rus – d. 10 august 1863, Voronkî, Starodubsky Uyezd⁠(d), Cernigov⁠(d), Imperiul Rus) a fost cea mai tânără fiică a generalului rus Nikolai Raevski⁠(d) și a Sophiei Konstantinova, nepoata lui Mihail Lomonosov. În 1825, Maria s-a căsătorit cu viitorul decembrist, generalul-maior prinț Serghei Grigorievici Volkonski⁠(d). Când Volkonski a fost arestat și exilat în Siberia, ea l-a urmat în exil, chiar dacă exista condiția ca toți copiii ei născuți după plecarea în Siberia să își piardă pentru totdeauna drepturile nobiliare și să devină simpli muncitori (rusă заводские крестьяне);  cu toate acestea, sancțiunea nu a fost pusă în practică.

## Viața
Volkonskaia a avut o soră, Sofia. La vârsta de optsprezece ani Maria s-a căsătorit cu prințul Serghei Volkonski, care era mai în vârstă. Cunoscută în Irkutsk ca prințesa din Siberia, ea a fondat un spital local și-a deschis o sală de concerte, pe lângă seratele muzicale și culturale pe care le găzduia în casa ei. În Irkutsk, Maria a avut un conac de lemn albastru și alb.
Familia Volkonski a avut patru copii, doi au murit la o vârstă fragedă. Cel mare, Nicolae (n. 2 ianuarie 1826 – d. 17 ianuarie 1828) a fost născut înainte de exil și a murit în Sankt Petersburg, după ce mama lui plecase în Siberia. Cel de-al doilea copil, pe nume Sofia a murit la o zi de la naștere (1 iulie 1830), în timp ce Mihail (1832-1909) și Elena, prințesă Kotchoubei-Rakhmanoff (1835-1916) au supraviețuit până în secolul 20.
Un număr de opere literare, între care Evgheni Oneghin a lui Aleksandr Pușkin și poemul Femeile din Rusia de Nikolai Nekrasov au fost dedicate prințesei Volkonskaia. Un pasaj din "Evgheni Oneghin" spune:
 Îmi amintesc de o furtună ca un ocean de zăpadă:

 Gelos, am privit valurile care-și deschideau

 O cale directă spre ea în semn de devotament,

 Să se agite pe scena de la picioarele ei.

 Să se alăture acelor valuri sufletul meu a fost aprins de dorință,

 Pentru a-i atinge picioarele cu buze pline de dor.
În 1922, s-a dovedit că Volkonskaia a fost subiectul a șase poezii de Pușkin (scrise în 1820, 1822, 1824, 1825, 1828 și 1829). Pușkin a dedicat, de asemenea, câteva rânduri la dispariția bruscă a băiatului prințesei Volkonskaia, Nikolai. Cu toate acestea, pușkinistul Mihail Gershenzon respinge părerea că Pușkin a fost îndrăgostit de Maria. Volkonskaia a murit de probleme cardiace la moșia ginerelui ei, Nikolai Arkadievici Kotchoubei (în satul ucrainean Voronki).
În septembrie 2001, fotografii cu decembristul Volkonski cu familia sa, rudele și alți decembriștii au fost predate printr-un ceremonial Muzeului de Istorie de Stat⁠(d) de către doamna Elena Cicognani din Roma, născută prințesa Elena Vadimovna Volkonskaia, stră-nepoata lui Mihail (1832-1909), în prezența vărului ei, Andrew (Andrei Sergheievici) Kotchoubei din New York, stră-nepotul Elenei Molchanov-Kotchoubei-Rakhmanoff (1835-1916).

## Legături externe
- de Biografie Arhivat în 29 septembrie 2007, la Wayback Machine.
- de Decembriștii și soțiile lor în Siberia Arhivat în 30 octombrie 2019, la Wayback Machine.
- ru Записки (Erinnerungen) Volltext pe imwerden.de, Verlag, München 2006, pag. 27
- ru Note despre M. N. Volkonskaya pe site-ul RSL